# Acid uric
Axit uric là một hợp chất dị vòng của carbon, nitơ, ôxi, và hydro với công thức C5H4N4O3. Nó tạo thành các ion và muối được gọi là urat và axit urat như amoni acid urate. Axit uric được tạo thành trong cơ thể do quá trình thoái giáng các nhân purin. Sau đó chúng được hòa tan trong máu và đưa đến thận và thải ra ngoài qua nước tiểu. Axit uric tăng có thể do quá trình tăng cung cấp, tăng tạo hoặc giảm thải trừ axit uric qua thận hoặc cả hai quá trình này. Khi nồng độ axit uric tăng cao kéo dài trong máu có thể dẫ đến một dạng viêm khớp được biết đến với tên bệnh gout. Các hạt lắng đọng trong và xung quanh các khớp dẫn đến hậu quả viêm, sưng và đau khớp, lắng đọng dưới da tạo nên các hạt tophi, có thể tạo sỏi thận và suy thận.

## Hóa học
Axit uric lần đầu tiên được phân lập từ sỏi thận vào năm 1776 bởi nhà hóa học người Thụy Điển Carl Wilhelm Scheele.. Năm 1882, nhà hóa học người Ukraina Ivan Horbachevsky lần đầu tiên tổng hợp axit uric bằng cách nấu chảy urê bằng glycine.
Axit uric thể hiện tautome lactam-lactim (cũng thường được mô tả là tautome keto–enol). Mặc dù dạng lactim dự kiến sẽ có một số mức độ axit uric thơm kết tinh ở dạng lactam, với hóa học tính toán cũng chỉ ra rằng tautome là ổn định nhất. Axit uric là một axit lưỡng cực có pKa1 = 5.4 và pKa2 = 10.3,, do đó ở pH sinh lý, nó chủ yếu tồn tại dưới dạng ion urat đơn sắc.